# Gameloft
Gameloft SE é uma editora e publicadora de jogos eletrônicos francesa com sede em Paris, fundada em dezembro de 1999 pelo co-fundador da Ubisoft Michel Guillemot. A empresa opera e atua 18 estúdios de desenvolvimento em todo o mundo e publica jogos com um foco especial no mercado de jogos para celular, computador e também consoles. Anteriormente uma empresa de capital aberto com ações negociadas na Bolsa de Paris, a Gameloft foi adquirida pelo conglomerado de mídia Vivendi em 2016. Atualmente a Gameloft desenvolve e publica suas franquias de jogos eletrônicos bem famosos que incluem: Asphalt, Gangstar, Modern Combat, Real Football,  Brothers in Arms, Dungeon Hunter e Ice Age.

## História
Fundada em 1999, Gameloft é uma publicadora internacional de jogos para celular e PC.
A empresa possui parceria com inúmeras empresas e personalidades como a Ubisoft, Universal Pictures, Viacom, Sony, Paris Hilton entre outros.
Com parceria com diversas operadoras de celular no mundo, Gameloft se tornou uma loja online especializada em distribuir jogo para mais de 75 países.
A Gameloft possui escritório nos Estados Unidos, Brasil, Canadá, França, México, Inglaterra, Alemanha, Itália, Espanha, Índia, Coreia do Sul, Hong Kong, China, Japão, Argentina, África do Sul.
Os jogos da Gameloft são distribuídos em 170 países e com presença de equipes de marketing em 16 países.
A Gameloft possui 7 grandes centros de desenvolvimento nos Estados Unidos, Canadá, Romênia, França, China, Japão, Vietnã e Índia. A Gameloft possui a maior capacidade de desenvolvimento no seguimento e suporte para mais de 800 aparelhos celulares. Em 2018, o centro de desenvolvimento de Nova Orleães foi fechado culminando com a demissão de 40 funcionários.
Em 2016, o conglomerado de mídia francês Vivendi tomou o controle administrativo da Gameloft.

## Prêmios
A Gameloft foi premiada com diversos prêmios, incluindo o prêmio de melhor desenvolvedora de jogos para celular concedido pela the Develop Industry Excellence Awards em 12 de julho de 2006.

## Jogos adaptados pela Gameloft
Lista de alguns jogos adaptados para celular pela empresa.
| - 1000 Words' - And 1 Street Basketball - Air Strike 1944 - America’s Army: Special Operations - Asphalt 3: Street Rules - Asphalt: Urban GT 2 - Asphalt Urban GT - Asphalt 4: Elite Racing - Asphalt 5 - Asphalt 6: Adrenaline - Asphalt 7: Heat - Asphalt 8: Airborne - Asphalt: Nitro - Asphalt: Xtreme - Asphalt 9: Legends - Assassin's Creed - Assassin's Creed HD - Assassin's Creed 2 - Assassin's Creed 2 HD - Assassin's Creed: Brotherhood - Assassin's Creed: Revelations - Assassin's Creed III - Assault Wings 1944 - "Blitz Brigade" - Block Breaker Deluxe - Block Breaker Valentine - Brain Challenge - Brothers In Arms: Earned in Blood - Bubble Bash - Cartel Wars - Chessmaster - Christmas Midnight Pool - City Mania: Construa sua Cidade - Cluster Pirate - Deal Or No Deal - Desperate Housewives - Diamond Rush - Dogz - Domino Fever - Derek Jeter Pro Baseball 2005 - Derek Jeter Pro Baseball 2006 - Earth Invasion - Ferrari GT Evolution - Football Trivia - Gameloft Backgammon - Gameloft Casino (Canada) - Gangstar: Crime City - Gangstar Rio:City of Saints - Gangstar 4:Vegas - Gods of Rome (Descontinuado) - Gulo’s Tale - High School Hook Ups - Horse Riding Academy - Iron Man 3 - "Kingdoms & Lords" - King Kong Pinball - King Kong: The Official Mobile Game of the Movie - Little Big City" - Little Big City 2 - Lock'em Up - Lost - Love Triangle: Dating Challenge - Lumines Mobile - Marcel Desailly Pro Soccer - Massive Snowboarding - Medieval Combat: Age of Glory - Meteos Astro Blocks - Miami Nights: Single in the City - Midnight Bowling - Midnight Casino - Midnight Hold’em Poker - Midnight Hold’em Poker 3D - Midnight Pool - Might & Magic - Mission: Impossible 3 - Mystery Mansion Pinball - My Little Pony - Naval Battle: Mission Commander - New York Nights: Success in the City - Nightmare Creatures: Planet Zero - Open Season - Paris Hilton's Diamond Quest - Planet Zero - Platinum Kakuro - Platinum Mahjong - Platinum Solitaire - Platinum Sudoku - Prince of Persia: Harem Adventures - Prince of Persia: The Sands of Time - Prince of Persia: The Two Thrones - Prince of Persia: Warrior Within - Prince of Persia - Prince of Persia: The Forgotten Sands - Pro Golf 2007 feat. Vijay Singh - Pro Golf 2010 - Rail Rider - Rayman 3 - Rayman Bowling - Rayman Golf - Rayman Kart - Rayman Raving Rabbids - Real Football 2004 - Real Football 2005 - Real Football 2006 - Real Football 2006 3D - Real Football 2007 - Real Football 2007 3D - Real Football 2008 - Real Football 2008 3D - Real Football 2008: European Tournament HD - Real Football 2009 - Real Football 2009 HD - Real Football 2010 - Real Football 2011 - Real Football 2012 - Real Football 2013 - Real Football 2014 - Real Football 2015 - Real Football 2016 - Rotomino - Saturn Strike 3D (U.S.) - Sexy Blocks: Cancun Vibes - Sexy Poker 2004 - Sexy Poker 2006 (U.S.) - Sexy Vegas - Siberian Strike - Siberian Strike Episode II - Spider-Man Total Mayhem - Six Guns - Skate & Slam - Solitaire - Special Crime Unit: Blood on Campus - Speed Devils - Summer Volley - Tennis Open 2007 feat. Lleyton Hewitt - The O.C. - Tom Clancy's Ghost Recon: Jungle Storm. - Tom Clancy's Ghost Recon 2: Advance Warfighter - Tom Clancy´s Ghost Recon: Future Soldier - Tom Clancy's Rainbow Six: Broken Wing - Tom Clancy’s Rainbow Six: Lockdown - Tom Clancy's Rainbow Six: Urban Crisis - Tom Clancy's Rainbow Six 3 - Tom Clancy's Rainbow Six 3: Raven Shield - Tom Clancy's Rainbow Six Vegas - Tom Clancy's Splinter Cell - Tom Clancy's Splinter Cell: Chaos Theory - Tom Clancy's Splinter Cell: Conviction - Tom Clancy's Splinter Cell: Double Agent - Tom Clancy's Splinter Cell: Extended Ops - Tom Clancy's Splinter Cell: Pandora Tomorrow - Totally Spies! The Mobile Game - Tropical Madness - Vans Skate and Slam Feat. Geoff Rowley - Vijay Singh Pro Golf 2005 - War of the Worlds - Wonder Zoo - XIII |